# Marsac-en-Livradois
Marsac-en-Livradois – miejscowość i gmina we Francji, w regionie Owernia-Rodan-Alpy, w departamencie Puy-de-Dôme.
Według danych na rok 1990 gminę zamieszkiwały 1352 osoby, a gęstość zaludnienia wynosiła 28 osób/km² (wśród 1310 gmin Owernii Marsac-en-Livradois plasuje się na 160. miejscu pod względem liczby ludności, natomiast pod względem powierzchni na miejscu 41.).